# ГЕС-ГАЕС Кастаїк
ГЕС-ГАЕС Кастаїк — гідроакумулювальна електростанція у штаті Каліфорнія (Сполучені Штати Америки). Знаходячись після ГЕС William E. Warne, становить нижній ступінь каскаду на одному з відгалужень Каліфорнійського акведука, котрий постачає на південь воду зі спільної дельти річок Сакраменто та Сан-Хоакін, які впадають до затоки Сан-Франциско.
Вода, що пройшла через верхню станцію комплексу, потрапляє до сховища Пірамід-Лейк, створеного на Піру-Крік, котра стікає з південного схилу Поперечних хребтів та впадає праворуч до Санта-Клари (має устя на узбережжі Тихого океану за сім десятків кілометрів на північний захід від Лос-Анджелеса). Тут звели земляну/кам'яно-накидну греблю висотою 122 метри та довжиною 332 метри, яка потребувала 5,2 млн м3 матеріалу. Вона утримує водойму з площею поверхні 5,2 км2 та об'ємом 211,2 млн м3, котра виконує роль верхнього резервуару гідроакумулювальної схеми.
Нижній резервуар створили на Castaic Creek, іншій правій притоці Санта-Клари. Тут звели земляну греблю висотою 130 метрів та довжиною 1494 метри, яка потребувала 35,2 млн м3 матеріалу. Водосховище має площу поверхні 9,1 км2 та об'єм 399,3 млн м3. Від нього за допомогою дамби відсікли невелику затоку Elderberry Forebay, яку безпосередньо задіюють під час роботи гідроагрегатів.
Верхній резервуар пов'язаний із розташованим на березі Elderberry Forebay машинним залом за допомогою тунелю завдовжки 11,6 км з діаметром 9,1 метра. На завершальному етапі тунель продовжують сім напірних водоводів довжиною біля 0,7 км, крім того, в системі працює вирівнювальний резервуар діаметром 37 метрів та висотою 122 метри.
Основне обладнання станції становлять сім турбін — шість оборотних типу Френсіс потужністю по 270 МВт та одна типу Пелтон потужністю 54 МВт. Вони використовують валовий напір у 323 метри та в 2017 році забезпечили виробництво 566 млн кВт-год електроенергії.
Зв'язок з енергосистемою відбувається по ЛЕП, розрахованій на роботу під напругою 230 кВ.